# Allancastria caucasica
Allancastria caucasica là một loài bướm ngày thuộc họ Bướm phượng, phân bố từ biển Đen và miền nam Nga đến Gruzia và đông bắc Thổ Nhĩ Kỳ.

## Hình ảnh

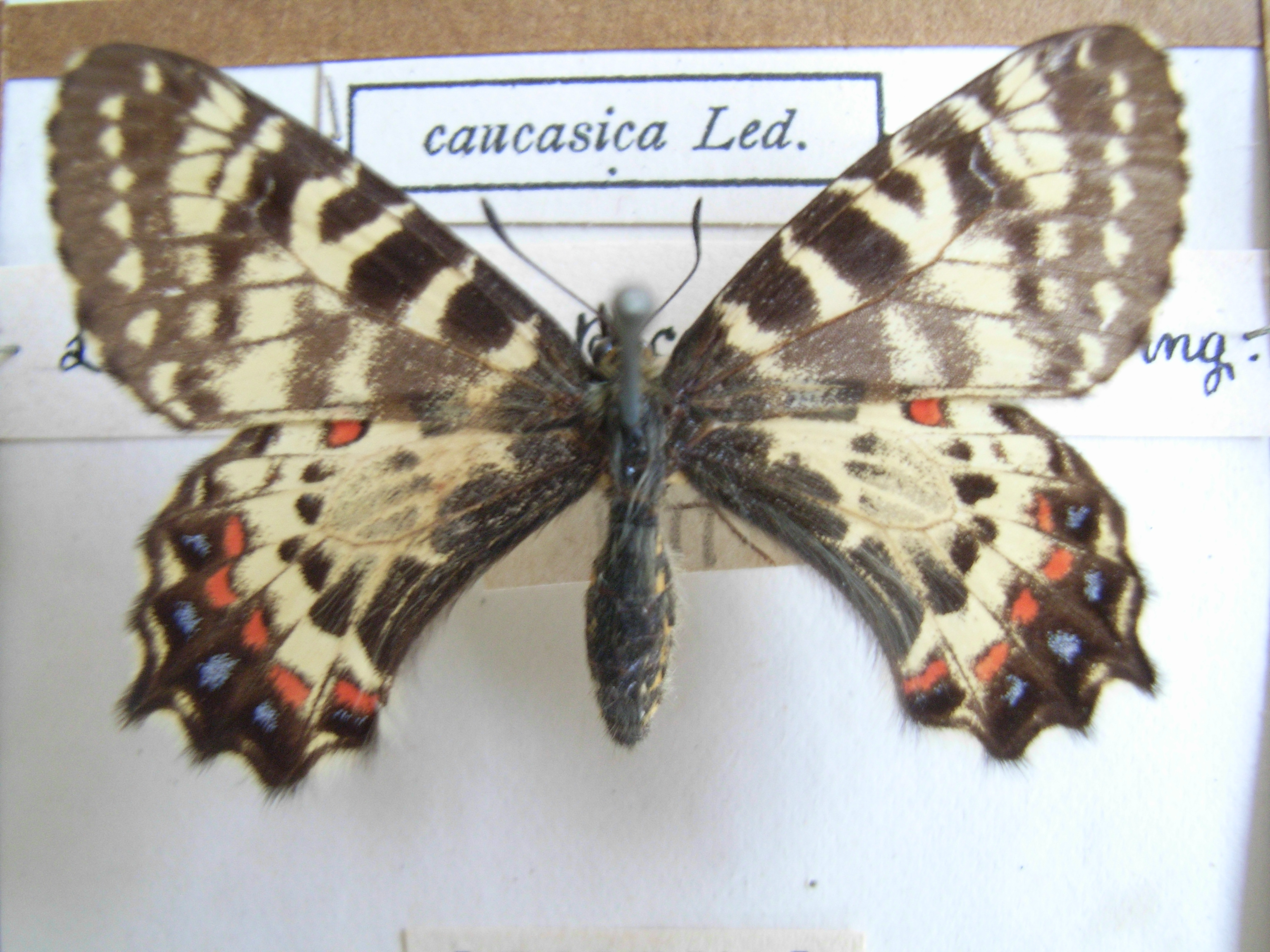
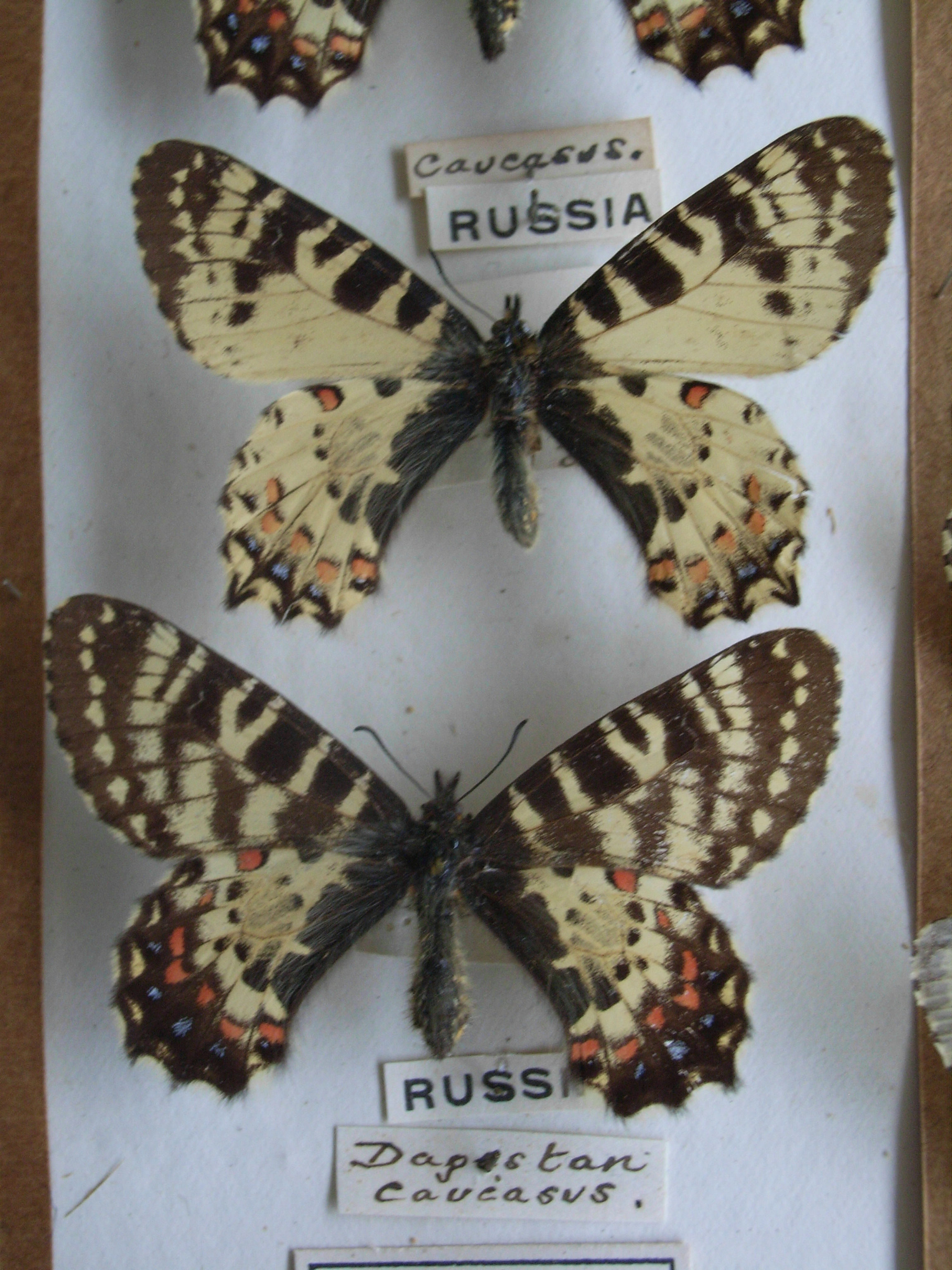